# Simolândia
Simolândia är en kommun i Brasilien.   Den ligger i delstaten Goiás, i den sydöstra delen av landet, 210 km nordost om huvudstaden Brasília. Antalet invånare är 6 512.
Omgivningarna runt Simolândia är huvudsakligen savann. Runt Simolândia är det glesbefolkat, med 18 invånare per kvadratkilometer.